# Риннах
Риннах (њем. Rinchnach) општина је у њемачкој савезној држави Баварска. Једно је од 24 општинска средишта округа Реген. Према процјени из 2010. у општини је живјело 3.277 становника. Посједује регионалну шифру (AGS) 9276139.

## Географски и демографски подаци
Риннах се налази у савезној држави Баварска у округу Реген. Општина се налази на надморској висини од 564 метра. Површина општине износи 40,2 km². У самом мјесту је, према процјени из 2010. године, живјело 3.277 становника. Просјечна густина становништва износи 81 становника/km².

## Међународна сарадња
| Мјесто | Држава | Врста сарадње | Од    |
| ------ | ------ | ------------- | ----- |
|        | Чешка  | контакт       | 2000. |
| Извор  |        |               |       |